# Platypeza aterrima
Platypeza aterrima är en tvåvingeart som beskrevs av Walker 1835. Platypeza aterrima ingår i släktet Platypeza och familjen svampflugor. Arten är reproducerande i Sverige. Inga underarter finns listade i Catalogue of Life.